# Hyōgo Prefectural Museum of Art
Das Hyōgo Prefectural Museum of Art (englisch für japanisch 兵庫県立美術館 Hyōgo kenritsu bijutsukan) befindet sich in Kōbe City, Hyōgo Prefecture, Japan. Es wurde 2002 als Teil des Wiederaufbaus nach dem verheerenden Hanshin-Erdbeben von 1995 eröffnet. Das Gebäude wurde von Tadao Andō, einem der führenden zeitgenössischen Architekten Japans, entworfen und zeichnet sich durch minimalistische Betonarchitektur aus. Es liegt im HAT-Kōbe-Distrikt in Wassernähe und ist eines der größten Kunstmuseen Westjapans.

## Architektur und Einrichtungen
Die Architektur des Museums bietet nicht nur Räume für Kunst, sondern auch für Begegnungen und Erholung. Es gibt offene Flächen, Gehwege und den Ando-Gallery-Erweiterungsbau, der einige der wichtigsten Werke von Tadao Andō zeigt. Auf der Dachterrasse befindet sich eine ikonische Skulptur in Form eines grünen Apfels. Zu den weiteren Einrichtungen gehören ein Auditorium für Musik- und Theateraufführungen, ein Museumsshop sowie ein Café und ein Restaurant.

## Sammlung und Ausstellungen
Das Museum widmet sich moderner und zeitgenössischer Kunst und beherbergt Werke sowohl internationaler als auch japanischer Künstler, darunter viele mit Bezug zur Präfektur Hyōgo. Es verfügt über eine Dauerausstellung sowie wechselnde Sonderausstellungen, die eine breite Palette von Gemälden, Drucken, Skulpturen und anderen Kunstformen präsentieren.
Im Bestand sind Gemälde im westlichen Stil, die mit der Präfektur Hyōgo in Verbindung gebracht werden: u. a. von Kanayama Heizō und Koiso Ryōhei. Das Museum besitzt eine große Anzahl von Gemälden dieser beiden Künstler, die dank der freundlichen Unterstützung ihrer Familien und Verwandten enge Beziehungen zur Präfektur Hyōgo unterhielten. Die Sammlung umfasst auch Werke von Shirataki Ikunosuke, Wada Sanzō und Aoyama Kumaji (die drei großen Künstler wurden in Ikuno in der Region Tajima geboren), Hayashi Shigeyoshi, der nach seiner Rückkehr von einer Europareise in Kōbe lebte, Koide Narashige, der in seinen späteren Jahren in Ashiya lebte, sowie Iida Misao und Asahara Kiyotaka, die in ihrem kurzen Leben wichtige Ausdrucksformen erforschten. In der Sammlung befinden sich auch das „Porträt einer Familie“ von Dawid Dawidowitsch Burljuk, dem Vater des russischen Futurismus, und „Menschen verabschieden sich von Soldaten“ von Abe Gosei. Auch diese beiden Künstler waren eng mit Kōbe verbunden, obwohl sie nicht in  Hyōgo  geboren wurden.
Es gibt aber auch Gemälde im japanischen Stil, die mit der Präfektur Hyōgo in Verbindung gebracht werden:  Einer von ihnen ist Murakami Kagaku, der in seinen späteren Jahren in seiner Wahlheimat Hanakuma in Kōbe lebte (wo er auch in seinen frühen Jahren gelebt hatte) und das Rokko-Gebirge und Buddha-Darstellungen malte. Neben Murakami Kagaku sind auch Higashiyama Kaii, der das Meer und die Berge als unberührte Landschaften darstellte, die tiefe Emotionen hervorrufen, Mitani Toshiko, die für ihre lebhaften Frauenbilder bekannt ist, sowie Mizukoshi Shonan und Yamashita Maki, deren Werke eine stilvolle Atmosphäre ausstrahlen, vertreten.
Meisterwerke der modernen japanischen Kunst: Das Museum sammelt weiterhin Werke, die die moderne japanische Kunst repräsentieren, sowie Werke von Künstlern, die mit Hyōgo verbunden sind. Zu den Sammlungen gehören „Hagoromo Tennyo“ von Honda Kinkichiro und Werke von Jinnaka Itoko, die Szenen aus der westlichen Malerei der frühen Meiji-Zeit zeigen. „Bush Clover“ von Okada Saburōsuke, das repräsentative Werk der frühen Bunten-Ausstellung, sowie Werke von Kishida Ryūsei,  Yasui Sōtarō und Maeta Kanji, die alle drei einen großen Einfluss auf junge Künstler derselben Epoche ausübten.
Zeitgenössische Kunst: Das Museum beherbergt zahlreiche Werke der Gründungsmitglieder von Gutai, der Vereinigung, die die wichtigste avantgardistische Kunstbewegung im Kansai der Nachkriegszeit entwickelte, darunter ihr Gründer Jirō Yoshihara sowie Motonaga Sadamasa, Shiraga Kazuo,  Shōzō Shimamoto und Tanaka Atsuko. Darüber hinaus beherbergt das Museum mit Werken von Sugai Kumi und Tsutaka Waichi  Werke von Künstlern, die ebenfalls eng mit der Region verbunden sind. Die Sammlung der Nachkriegskunst wurde 1987 durch den Ankauf der gesamten „Yamamura Collection“ erweitert. In jüngster Zeit erwarb das Museum zahlreiche Werke von Yokoo Tadanori aus Nishiwaki, der zunächst als Grafikdesigner arbeitete, heute aber in verschiedenen Bereichen tätig ist.

## Westliche Skulptur
Seit der Eröffnung des Museums bildet die Skulptur einen der Schwerpunkte der Sammlungen und Ausstellungen. Insbesondere wurde die systematische Sammlung ausländischer Werke fortgesetzt, um die Linie der Bildhauerkunst von Auguste Rodin, der die Ära der modernen Skulptur einleitete, über Bourdelle und Maillol, die großen Künstler des 19. Jahrhunderts, bis hin zu Arp, Zadkine, Gabo, Giacometti und Henry Moore, die die vielfältigen Ausdrucksformen des 20. Jahrhunderts repräsentieren. Mit dem Umzug des Museums wurde die Sammlung um Werke von Constantin Brâncuși und George Segal bereichert.

## Japanische Skulptur
Die moderne japanische Bildhauerei entwickelte sich unter dem starken Einfluss der europäischen Bildhauerei, insbesondere der Werke August Rodins. Nach dem Zweiten Weltkrieg entstanden allmählich neue Ausdrucksformen als Reaktion auf verschiedene ausländische Tendenzen. Das Museum hat Werke von Bildhauern gesammelt, die die moderne und zeitgenössische Kunst repräsentieren, wie Yanagihara Yoshitatsu, Funakoshi Yasutake, Chūryō Satō, Horiuchi Masakazu, Ueki Shigeru und Shingu Susumu. Diese Werke sind zusammen mit Skulpturen aus dem Ausland dauerhaft ausgestellt.

## Westliche Druckgrafik
Neben der Skulptur bildet die Druckgrafik aus dem In- und Ausland den Schwerpunkt der Sammlung. Vom Museum wurden Werke von Künstlern gesammelt, die die Geschichte der modernen und zeitgenössischen Druckgrafik geprägt haben, wie Francisco de Goya, Édouard Manet, Max Klinger, Pablo Picasso, Wassily Kandinsky, Andy Warhol und Jasper Johns. Die fantastischen Werke von James Ensor und die surrealen Druckgrafiken von Max Ernst bilden den Höhepunkt der Sammlung des Museums.

## Japanische Druckgrafik
Die japanische Druckgraphik erlebte einst mit dem Ukiyo-e eine Blütezeit. Als in der Neuzeit die westliche Kunst nach Japan kam, entstand unter ihrem Einfluss eine große Vielfalt an Ausdrucksformen. Zu nennen sind hier Kobayashi Kiyochika, der der Tradition des Farbholzschnitts eine neue Dimension verlieh, Kawase Hasui, der die Shin-hanga-Bewegung begründete, Taninaka Yasunori und Kawanishi Hide, die für ihre Sōsaku-hanga bekannt sind, sowie die weltweit anerkannten Künstler Hasegawa Kiyoshi, Hamada Chimei und Ikeda Masuo. Anhand der Werke dieser Künstler kann der Besucher die Geschichte des japanischen Farbholzschnitts von der Moderne bis heute nachvollziehen.